# Kaori Matsumoto
Kaori Matsumoto (松本 薫 Matsumoto Kaori; Kanazawa, 11 september 1987) is een Japanse judoka. Ze werd olympisch kampioen en wereldkampioen. Ze vertegenwoordigde Japan bij grote internationale judowedstrijden. In totaal nam ze tweemaal deel aan de Olympische Spelen: 2012 en 2016.
Kaori Matsumoto begon op 6-jarige leeftijd met judo. Haar favorieten technieken zijn Ko-soto gari, Sode tsuri-komi goshi en de Ne-waza. In 2010 werd ze wereldkampioene in de klasse tot 57 kg. Het jaar erop moest ze genoegen nemen met het brons bij de wereldkampioenschappen. In 2012 won ze een gouden medaille op de Olympische Spelen van Londen. In de finale versloeg ze de Roemeense Corina Căprioriu. Ze won hiermee het eerste goud van Japan tijdens de Spelen.
Ze traint bij Fourleaf Japan Judo Club in Osaka. Na de Olympische Spelen ging ze vrijwilligerswerk doen met kinderen. Kaori Matsumoto sprak de stem in van een politievrouw op een motorfiets die op haar gebaseerd was in de film Dragon Ball Z: Battle of Gods uit 2013.

## Titels
- Olympisch kampioene klasse tot 57 kg - 2012
- Wereldkampioene klasse tot 57 kg - 2010

## Palmares

### Olympische Spelen
- 2012:  Londen

### WK
- 2011:  Parijs
- 2010:  Tokio
- 2009: 5e Rotterdam
- 2008:  Tokio (teams)

### Aziatische kampioenschappen
- 2008:  Jeju

### Aziatische Spelen
- 2010:  Guangzhou

1992: Miriam Blasco ·
1996: Driulis González ·
2000: Isabel Fernández ·
2004: Yvonne Bönisch ·
2008: Giulia Quintavalle · 
2012: Kaori Matsumoto · 
2016: Rafaela Silva · 
2020: Nora Gjakova · 
2024: Christa Deguchi
- CiNii: DA17615597
- Bibliotheek van het Japanse parlement: 001124023
- Virtual International Authority File: 294949968